# Nectar (Alabama)
Pour les articles homonymes, voir Nectar.
Nectar est une ville du comté de Blount, en Alabama, aux États-Unis,.
La région, maintenant intégrée à la ville de Nectar, était une colonie qui existait avant que l'Alabama ne devienne un État en 1819. Pendant la guerre Creek de 1813-1814, Andrew Jackson et ses troupes auraient campé dans les environs. Cette région était à l'origine connue sous le nom de Tidmore, en référence à Henry Tidmore, le premier agent postal de la région. Nectar est incorporé en 1979.

## Démographie
| 1980 | 1990 | 2000 | 2010 |
| ---- | ---- | ---- | ---- |
| 367  | 238  | 372  | 345  |